# Jerry Rubin
Jerry Clyde Rubin, född 14 juli 1938, död 28 november 1994, var en amerikansk aktivist, vapenvägrare och en ikon inom motkulturen under 60 och 70-talet. Under 80-talet blev han affärsman. Han är känd som en av medgrundarna till the Youth International Party (YIP), vars medlemmar refererade till sig själva som "Yippies", och för att varit i rättegång gällande det så kallade "Chicago Seven"-fallet.